# Tigre du Bengale
Sous-espèce
Répartition géographique
Statut de conservation UICN

 EN A2abcd; C1 : En danger
Statut CITES
Le Tigre du Bengale (Panthera tigris tigris) est un félin, et la sous-espèce de tigres la plus connue. Également appelé Tigre royal du Bengale, il est plus léger et moins imposant que le Tigre de Sibérie. Sa population, notamment grâce aux actions de protection du gouvernement indien, est en augmentation depuis plusieurs années. En 2023, elle était estimée à 3 682 individus en Inde.

## Morphologie
Pour un article plus général, voir Tigre.
- Longueur des mâles : 2,7 m environ à 3,1 m (avec la queue)

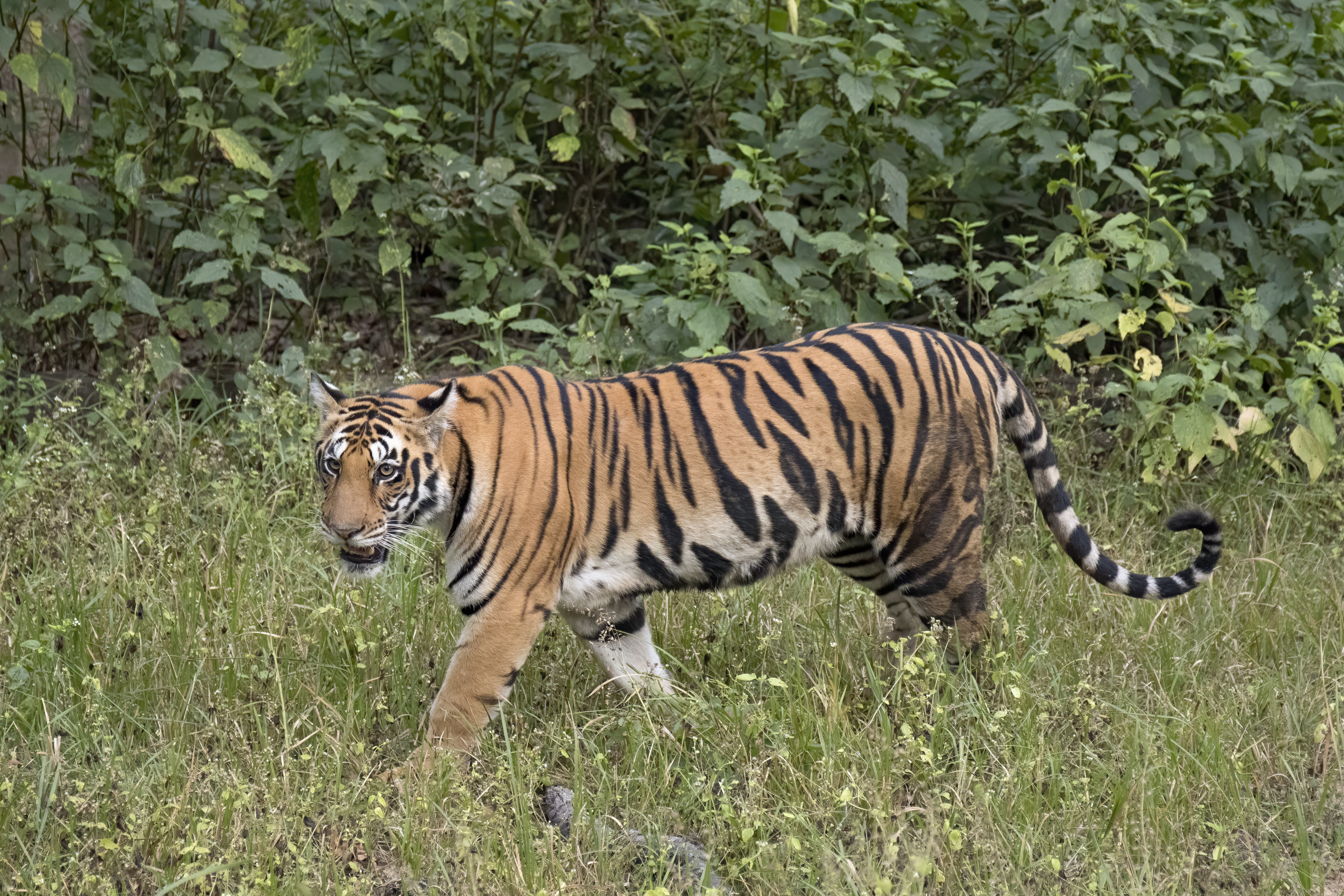
Tigre du Bengale femelle dans le parc national de Kanha, Inde.

- Longueur des femelles : 2,3 m environ à 2,7 m (avec la queue)
- Hauteur au garrot des mâles : 100 cm à 110 cm environ[2]
- Hauteur au garrot des femelles : 90 cm à 100 cm environ[2]
- Poids des mâles : 180-250 kg environ, 225 kg en moyenne[3]
- Poids des femelles : 110-160 kg environ, 135 kg en moyenne[3]

## Mode de vie
- Mœurs: solitaire ; nocturne et diurne
- Régime: carnivore, il se nourrit de cerf axis, cerf sambar, nilgaut, singe, sanglier, buffle d'eau, gaur
- Longévité: 15 ans environ

## Répartition et habitats
La population la plus forte de tigres du Bengale se trouve dans les parcs naturels du Bengale et du Bangladesh. On peut en trouver aussi dans l'Inde centrale et du Nord ainsi qu'en Birmanie et au Népal. Les tigres ont besoin d'un espace vital étendu sur lequel ils peuvent chasser. Ils marquent et défendent des territoires de taille variable pouvant dépasser 100 km2 pour un mâle. Comme ce sont des animaux solitaires, même une population restreinte a besoin d'une aire étendue où vivre et chasser. Un tigre a plusieurs tanières sur son domaine vital et utilise celle qui lui convient le mieux sur le moment. C'est un tigre plus polyvalent que les autres au niveau du biotope, il aime aussi bien fréquenter la forêt (dense ou claire), la savane (arbustive ou découverte) que les marais. Il dort généralement dans la forêt et se déplace dans la matinée et en fin de journée en savane découverte et au bord des marais à la recherche d'eau et de proies.

## Protection
En 1900, la population du tigre indien était estimée entre 40 000 et 50 000 individus. Vers 1972, ce chiffre était tombé à 1 827, poussant le gouvernement indien à lancer le Project Tiger consistant à créer des parcs nationaux pour sauvegarder sa population de tigres. Ce programme de protection l'a fait remonter à 3 167 en avril 2023, selon le Premier ministre indien Narendra Modi.
Le recensement de 2007 donne 1 411 tigres en Inde. Ce chiffre est inférieur à celui du recensement de 1973 au lancement du Projet tiger. En revanche, lors du recensement de 2014, on dénombrait 2 226 tigres dans toute l'Inde et on prévoyait que la population de tigres dans le pays continuerait à monter en flèche: en effet, en 2018, le gouvernement indien a annoncé la présence de 2 967 tigres. Cependant, la survie du tigre du Bengale reste fragile : rien qu'en 2021, triste record, 126 tigres ont péri en Inde à cause de la déforestation, du développement urbain et du braconnage. L’Inde s’engage à tripler la population des tigres indiens, d’ici avant 2030. Aujourd’hui en 2023, grâce aux efforts de conservation, la population des tigres du Bengale en Inde a encore augmenté. Le dernier chiffre était de 2967 individus en 2018, avec 715 nouveaux individus de plus, passant donc à 3682 tigres en Inde, en 2023.
Au Népal en 2009, il ne restait que 121 tigres.

## Mœurs
Le tigre du Bengale est solitaire et nocturne et n'aime pas partager son domaine avec d'autres tigres et animaux. Pour décourager les intrus, tous les tigres marquent leur territoire par l'urine ou les excréments qui signalent leur présence. Ils peuvent aussi déchiqueter l'écorce des arbres.
Il est tout aussi difficile de suivre sa piste, car bien que le tigre du Bengale soit de taille imposante, il est de nature discrète et timide. Ainsi, les tigres du Bengale recouvrent leurs excréments avec de la terre et dissimulent leur proie tuée au milieu d’un buisson. Parfois même, ils la recouvrent de feuilles mortes pour être sûrs qu’aucun autre animal ne pourra y goûter en leur absence. Enfin, il faut savoir également que le tigre du Bengale est le seul félin à se nourrir d’une viande en début de décomposition.

## Reproduction
Les tigres du Bengale atteignent leur maturité sexuelle à 3-4 ans pour les femelles et à 4-5 ans pour les mâles. Ils se reproduisent habituellement au printemps. Un mâle d'un domaine voisin rend visite à la femelle sur son domaine. Pendant cette période, la femelle n'est fertile que de 3 à 7 jours. Après l'accouplement, le mâle retourne aussitôt sur son propre domaine vital et ne participe pas à l'élevage des jeunes. Environ 15 semaines plus tard (95 à 112 jours), la tigresse met au monde de 2 à 4 petits, parfois plus, dans un abri situé dans les hautes herbes, dans un épais buisson ou dans une grotte. Les bébés tigres naissent les oreilles fermées et sont aveugles pendant les 10 premiers jours. La mère les allaite durant 8 semaines puis leur apporte aussi de petites proies à manger. 
 À 6 mois les jeunes tigres sont sevrés ;  elle les laisse seuls dans la tanière, pendant des jours, tandis qu'elle chasse. Plus grands, elle les emmène avec elle. À 11 mois, ils peuvent chasser seuls et à 16 mois, ils sont assez forts pour s'attaquer à de grandes proies. Les jeunes tigres restent 2 ou 3 ans avec leur mère et se détachent lentement du groupe familial pour devenir nomades ; la tigresse est alors prête à s'accoupler à nouveau.

## Alimentation et chasse
Les tigres chassent à l'affût la nuit ou le jour. Bien que puissants et rapides sur de courtes distances, ils ne coursent jamais leurs proies plus loin que 500 m et ne peuvent gagner de vitesse sur une proie tel que le cerf, qui atteint les 75 km/h. Dès que les tigres repèrent une proie, ils s'approchent discrètement en rampant. D'un très grand bond, ils attaquent leurs proies sur le côté ou par l'arrière. 250 kg s'abattent sur leurs victimes, tandis que griffes et canines pénètrent dans ces proies. Il tue les petites d'une morsure à la nuque ; les grosses sont mordues à la gorge et étouffées. Le tigre chasse également le gaur et le buffle. Un gaur mâle pèse environ 900 kg : plus de trois fois le poids d'un tigre. Il mange rarement sa proie à l'endroit où il l'a tuée. Il préfère la traîner dans un endroit sûr. Le plus souvent, le tigre attaque des animaux vieux, faibles, blessés, malades, femelles en gestation ou jeunes qui opposent moins de résistance. Dans les Sundarbans, les proies du tigre sont le cerf axis, l'antilope Nilgaut, le sanglier, des singes et des lézards.